# チェコ共和国宇宙局
チェコ共和国宇宙局（Czech Space Office, CSO、チェコ語: Česká kosmická kancelář）はチェコ共和国の宇宙関連活動を調整する機関。2003年11月に設立され、本部はプラハに位置する。欧州宇宙機関（ESA）関連活動を主体とした宇宙活動を行っている。

## 概要

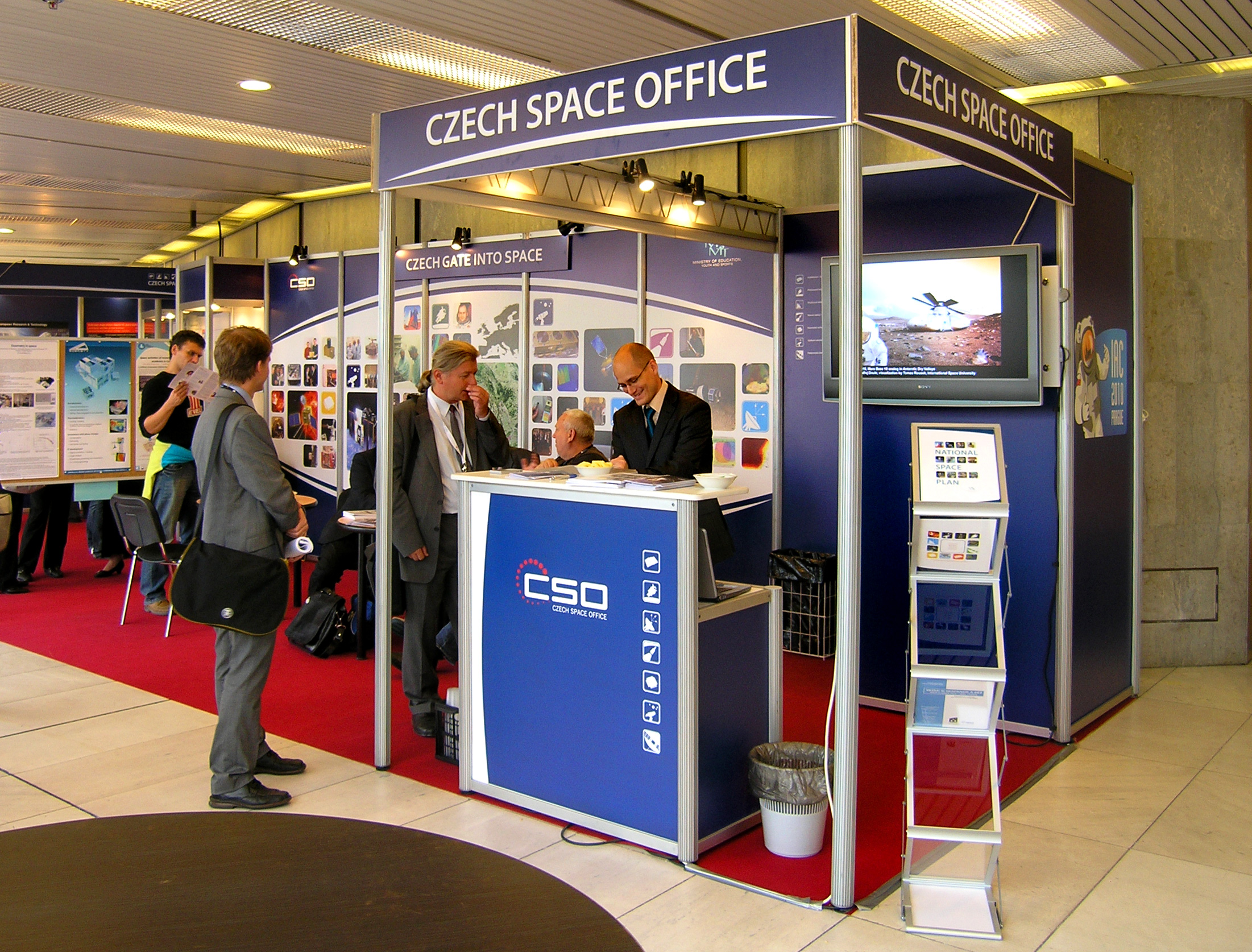
チェコで開催された2010年国際宇宙会議におけるCSOのブース。

チェコ（当時チェコスロバキア）における宇宙技術は旧ソ連との共同ミッションによって培われていった。1969年10月14日に打ち上げられたインターコスモス1号はチェコスロバキアが開発した機器を搭載した初の人工衛星だった。1978年3月2日にチェコスロバキア初の宇宙飛行士、ウラジミル・レメックを載せたソユーズ28号が打上げられた。同年10月24日にはチェコ・スロバキア初の人工衛星、マギオン1号（Magion 1）が打ち上げられた。1988年に打上げられたソ連の火星探査機フォボス1号にも参加した。
1993年にビロード離婚によってチェコスロバキアからチェコ共和国が成立。
2003年11月、チェコ共和国宇宙局（CSO）が教育青少年体育省（Ministry of Education, Youth and Sport）の下に設立された。CSOは、管理委員会、監督委員会および執行委員会から構成され、執行委員会はESA担当、宇宙科学、産業技術、地球観測、通信航行、教育活動および広報といった機能を果たすとともに、チェコ宇宙活動委員会（CBSA）の事務局も務めている。
現在チェコの宇宙科学技術は通信、衛星ナビゲーション、地球観測、地図情報システム、小型衛星といった面に注力され、国内に40以上の宇宙関連企業を抱えている。

## ESAへの参加
1996年に欧州宇宙機関（ESA）と宇宙活動協力協定を締結、2003年に協力国協定を締結した。その後2004年にはESA協力国活動計画憲章を、2008年7月にはESA条約参加に関する合意文書を締結し、国内批准を経て2008年11月12日にESAの正式加盟国となった。
2009年度のESAへの拠出金は687万ユーロで全体の0.19%、国別19位だった。